# Robert Baetens
Pour les articles homonymes, voir Baetens.
Robert Baetens, né le 28 octobre 1930 à Anvers et mort le 19 octobre 2016, est un rameur d'aviron belge.

## Carrière
Robert Baetens participe aux Jeux olympiques de 1952 à Helsinki et remporte la médaille d'argent en deux sans barreur avec Michel Knuysen.